# Комитет бдительности (Нидерланды)
Комитет бдительности (нид. Het Comité van Waakzaamheid, CvW) — объединение нидерландских интеллектуалов, существовавшее с 27 июня 1936 г. по июнь 1940 г. Изначально именовался «Комитет бдительности антинационал-социалистических интеллектуалов» (нид. Het comité van Waakzaamheid van anti-nationaal-socialistische intellectuelen).

## Причины и факторы создания «Комитета бдительности»
CvW основан нидерландскими писателями Эдгаром дю Перроном (C. E. du Perron, 1899—1940) и Менно тер Брааком (M. ter Braak, 1902—1940). 27 июня 1936 г. в Амстердаме CvW принял Декларацию принципов, провозглашавшую национал-социализм и, в частности, «Национал-социалистическое движение» (нид. Nationaal-Socialistische Beweging in Nederland, NSB) А. А. Мюссерта (нид. A. A. Mussert, 1894—1946), главным врагом нидерландского национального духа, традиций демократии и веротерпимости.
Основанная 14 декабря 1931 г. партия NSB набрала на муниципальных выборах 1935 г. рекордные для себя 7,94 % голосов. Несмотря на то, что данный показатель не позволял NSB считаться сколь-нибудь весомой политической силой в Нидерландах, рост влияния идеологий нацизма и фашистского «Чёрного фронта» (нид. Zwart Front) среди фермеров, мелкой буржуазии, сильнее остальных слоёв населения страны пострадавших от последствий экономического кризиса 1933—1936 гг., а также католической молодёжи, разочарованной неспособностью парламентской демократии вывести Нидерланды из кризиса и конформизмом старшего поколения, вызывал тревогу и обеспокоенность нидерландских интеллектуалов.

## Состав и агитационно-пропагандистская деятельность «Комитета бдительности»
В состав CvW входили представители различных политических движений — марксисты, социал-демократы, католики, протестанты, либеральные демократы. Социальный состав CvW был представлен врачами, преподавателями, экономистами, философами, математиками, журналистами и т. д.
CvW занимался активной агитационно-пропагандистской работой: издавал брошюры, посвящённые анализу различных аспектов угрозы нацизма, проводил общественные собрания и конференции среди студентов. Профессора Я. Ромейн (J. Romein), Я. ван Гелдерен (J. van Gelderen), Ф. Констамм (Ph. Kohnstamm), Х. Й. Пос (H. J. Pos), протестантский пастор Й. Я. Бускес (J. J. Buskes), а также писатели и журналисты М. тер Браак (M. ter Braak), Э. дю Перрон (E. du Perron), А. ван Дёйнкеркен (A. van Duinkerken), О. Ноорденбос (O. Noordenbos), Я. Баэрт (J. Baert) и др. анализировали, в частности:
- социально-экономический и идеологический генезис фашизма[7];
- причины привлекательности идеологий фашизма и национал-социализма для народных масс[8][9][10];
- национал-социализм как доктрину негодования[11];
- причины превосходства демократии над тоталитарными идеологиями[12];
- антисемитизм как ядро идеологии нацизма[13][14][15];
- попытки нацистов подчинить католиков и протестантов в рамках т. н. «позитивного христианства», духовную опасность нацизма для христиан[16][17][18][19];
- внешнюю политику фашистских государств[20][21][22][23][24].

## Контакты «Комитета бдительности» с антифашистскими организациями
Главным результатом агитационно-пропагандистской деятельности CvW стало снижение популярности фашизма среди студенческой молодёжи. Как отмечал историк Л. Р. Виерсма (L. R. Wiersma), лекции членов CvW имели среди аудитории большой успех и способствовали созданию студенческих отделений Комитета в Амстердаме, Гааге, Лейдене, Роттердаме и Утрехте.
Существовавший в 1934—1937 гг. «Антифашистский Студенческий комитет» (нид. «Het Anti-fascistisch Studenten Comité», AFSK) образовал в составе CvW студенческое отделение. Оно организовало научную университетскую конференцию 25-26 февраля 1939 г. в Вудсхотене, на которой М. тер Браак, а также профессора Я. Ромейн, Ф. Констамм и Я. ван Гелдерен выступили с докладами на темы «Понимание элит в демократической культуре», «Фашизм и национал-социализм в международной политике», «Этические и религиозные ценности тоталитарного государства», «О тоталитарных государствах в сравнении с мировой экономикой».
Большое внимание CvW уделял установлению контактов, в частности, с движением «Единство через демократию» («Eenheid door Democratie», EDD), которое, по подсчётам историка Л. Ханссена (L. Hanssen), насчитывало на пике своей популярности около 30000 членов. EDD выступало против сотрудничества с CvW, поскольку тот, как отмечал Л. Ханссен (L. Hanssen), вызывал недоверие у «широкой общественности» как из-за преобладания в нём интеллектуалов, так и из-за их якобы прокоммунистических взглядов и антикатолических настроений.
Составители отчёта правительству Нидерландов о деятельности политических организаций в стране за 1939 г. называли «Международный комитет борьбы против войны и фашизма» «инструментом Москвы», а его позицию характеризовали как «решительно прокоммунистическую». Как отмечал Л. Р. Виерсма (L. R. Wiersma), на обвинения со стороны EDD Комитет отвечал тем, что его члены, симпатизирующие коммунизму, являются убеждёнными защитниками свободы совести.

## Распад «Комитета бдительности»
На парламентских выборах 1937 г. NSB набрала 4,22 % голосов — вдвое меньше, чем на муниципальных выборах 1935 г.. В своей статье «De keuze» (рус. пер. «Выбор»), опубликованной в журнале «De Gemeenschap» (рус. пер. «Община») в 1937 году, А. ван Дёйнкеркен более не считал NSB национальной угрозой для Нидерландов. 2 октября 1938 г., по итогам собрания в Амерсфорте, «Комитет бдительности антинационал-социалистических интеллектуалов» сменил название на «Комитет бдительности нидерландских интеллектуалов» (нид. Het Comité van Waakzaamheid van Nederlandsche Intellectueelen). Составители отчёта о деятельности левых и правых политических организаций за 1939 г. связывали изменение принципов «Комитета бдительности» с попытками его руководителей установить сотрудничество с движением EDD, которые в итоге потерпели неудачу.
В это же время отношение к коммунизму стало одним из наиболее острых вопросов для членов CvW. Будучи принципиальными противниками фашизма и национал-социализма, они также сохраняли неприятие коммунистической идеологии. В письме тер Брааку от 31 января 1937 г. Э. дю Перрон выражал возмущение судебными процессами в СССР против троцкистов, настаивал на исключении из состава CvW тех его членов, которые поддерживали политику Сталина. Его действия дю Перрон называл «столь же ужасными и презренными, как и любой постыдный акт фашизма». В постскриптуме к данному письму он отмечал, что написал его не из «страха перед коммунизмом», который называл «специфически буржуазной болезнью», а из неприятия сталинизма.
Как отмечал Л. Р. Виерсма (L. R. Wiersma), советско-финская война 1938—1939 гг., а также подписание 23 августа 1939 г. министром иностранных дел Германии И. фон Риббентропом (J. von Ribbentrop) и народным комиссаром иностранных дел СССР В. М. Молотовым Пакта о ненападении (Deutsch-sowjetischer Nichtangriffspakt) вызвали неприятие политики Советского Союза даже у лояльно настроенных к коммунизму членов CvW.
В письме к Я. Гресхоффу (J. Greshoff) от 16 декабря 1939 г. М. тер Браак отмечал, что поворот в политике СССР вызвал кризис в CvW и сделал невозможным его дальнейшее существование. Тер Браак ожидал, что на месте распущенного Комитета будет создано новое, радикальное антитоталитарное движение. В утрехтском отеле «Норд-Брабант» («Nord-Brabant») 6 января 1940 г. CvW был распущен, на его базе был сформирован «Комитет интеллектуалов в защиту духовной свободы» («Comité van intellectuelen ter verdediging van de geestelijke vrijheid»), участие в котором было запрещено членам NSB и CPN - Коммунистической партии Нидерландов. Новый Комитет не смог прийти к единству мнений по наиболее актуальным вопросам, дебаты были слишком острыми и ожесточёнными. В июле 1940 г., уже после оккупации вермахтом Нидерландов, председатель Комитета Х. Й. Пос по приказу немцев подписал документ о его роспуске, а в августе 1941 г. досье на членов бывшего «Комитета бдительности» были помещены в немецкую карточную систему.